# Flacon de garde
Un flacon de garde ou fiole de garde est une verrerie utilisée en chimie pour éviter le passage d'un liquide d'un récipient à un autre sous l'effet d'une dépression.

## Trompe à eau

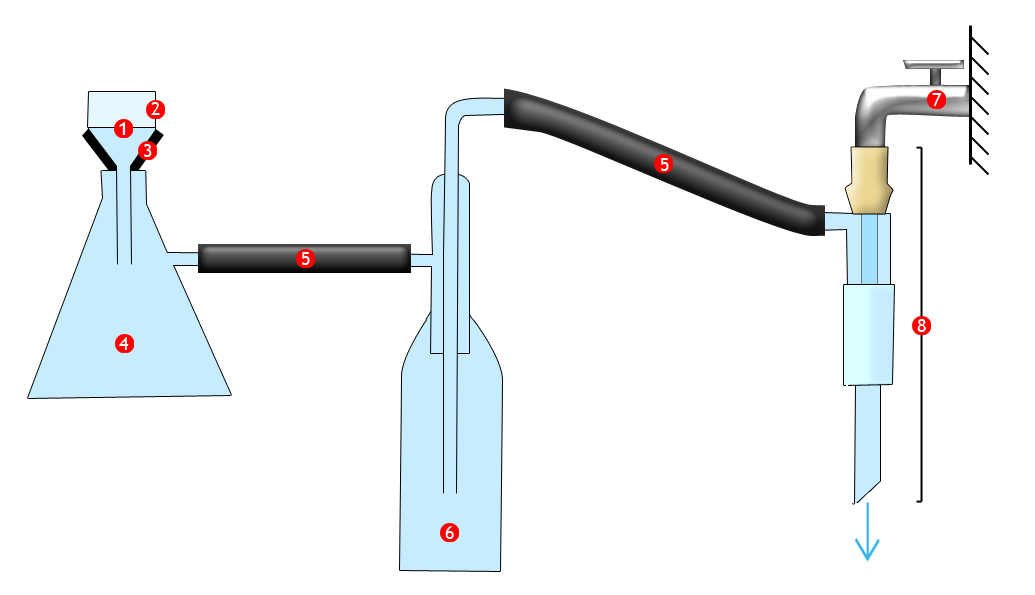
Schéma d'un montage de filtration sous vide. Le flacon de garde est installé entre la trompe à eau et la fiole à vide.

Un flacon de garde est utilisé lors de l'utilisation d'une trompe à eau comme c'est le cas lors d'une filtration sur Büchner. Le flacon de garde sert à empêcher une entrée d'eau dans la fiole à vide lorsque l'on coupe l'eau dans la trompe à eau. Lors d'une filtration sous vide (autre nom de la filtration sur Büchner), le flacon de garde est placé entre la fiole à vide et la trompe à eau, et est relié au reste du système par des tuyaux à air. La trompe à eau crée un vide dans la verrerie du montage, si on coupe l'eau du robinet sans casser le vide dans le montage (créer une entrée d'air en enlevant un tuyau à air par exemple) de l'eau pénètre dans le montage, le flacon de garde permet de ne pas contaminer le contenu de la fiole à vide.

## Piège à gaz

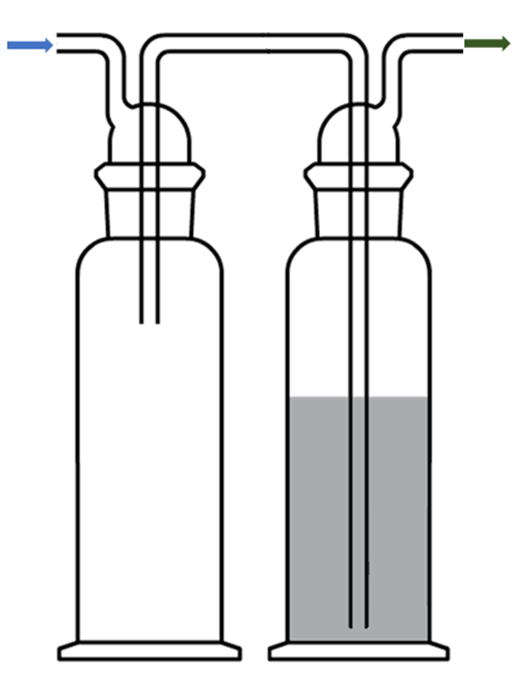
Schéma d'un piège à gaz. Le gaz ou la vapeur sort d’un montage tel qu’un réacteur et passe par le premier flacon, le flacon de garde, puis par le second flacon, le flacon laveur.

Un flacon de garde est utilisé lorsque l’on veut faire barboter un gaz dans un liquide mis dans un flacon laveur. Il faut donc que la tige soit immergée dans ce liquide. S'il y a dépression au niveau de l’arrivée de gaz, le flacon de garde est là pour équilibrer cette dépression sans perdre de liquide, ni polluer le montage en amont. Pour cela, la liaison doit se faire dans le sens indiqué dans le schéma sinon le liquide continuerait à remonter jusqu'au réacteur.